# Морган Амальфітано
Морган Амальфітано (фр. Morgan Amalfitano; нар. 20 березня 1985 року, Ніцца, Франція) — французький футболіст, грав на позиції півзахисника. Виступав, зокрема, за «Седан», «Лор'ян» та «Марсель», а також провів один матч за національну збірну Франції.

## Клубна кар'єра
Вихованець футбольного клубу «Канн». У липні 2003 року Амальфітано уклав контракт з клубом другого французького дивізіону «Седаном». Дебютував у Лізі 2 в матчі 1-го туру чемпіонату 6 серпня 2004 року проти «Лор'яна» (3:2).
Сезон 2006/07 Амальфітано разом зі своєю командою провів у Лізі 1. У своєму першому сезоні у вищому дивізіоні футболіст зіграв 31 матч і віддав 2 гольові передачі. У матчі 16-го туру проти «Труа» півзахисник був видалений з поля за удар суперника. За підсумками сезону «Седан» зайняв 19-е місце і повернувся до Ліги 2.
У липні 2008 року Амальфітано підписав контракт з «Лор'яном». Дебютував за новий клуб 9 серпня в матчі проти «Ле-Мана». 15 листопада 2008 року у виїзному матчі чемпіонату проти «Марселя» Амальфітано забив перший гол у своїй професійній кар'єрі й допоміг «Лор'яну» здобути перемогу з рахунком 3:2.
У червні 2011 року було оголошено про підписання Амальфітано контракту строком на чотири роки з «Марселем». У липні 2011 футболіст приєднався до команди.
У 2013 році переїхав до Англії, де провів сезон в оренді у складі клуба «Вест-Бромвіч Альбіон», а вже наступного сезону перебрався до «Вест Гем Юнайтед», з яким підписав повноцінний контрак. У жовтні 2015 покинув стан «молотобійників» і до зимнього трансферного вікна залишався у статусі вільного агента.
7 січня 2016 року Амальфітано вирішив приєднатися до французького «Лілля». Контракт підписано на 2,5 роки до червня 2018 року.
23 січня 2017 Амальфітано під час матчу проти «Діжона» публічно посварився з тренером Патріком Колло. Уже 31 січня він розірвав контракт з «Ліллем» та перейшов на правах вільного агента до «Ренна». У бретонському клубі він і завершив кар'єру 2 серпня 2018.

## Після завершення кар'єри
Через рік після завершення кар'єри, 8 липня 2019, Амальфітано був призначений спортивним директором клубу четвертого дивізіону «Фрежус-Сен-Рафаель».

## Досягнення
- Володар Кубку французької ліги (1):

«Марсель»: 2011-12
- Володар Суперкубка Франції (1):

«Марсель»: 2011

## Клубна статистика
| Сезон       | Клуб                 | Країна       | Чемпіонат           | Національні кубки | Європейські кубки | Франція |
| ----------- | -------------------- | ------------ | ------------------- | ----------------- | ----------------- | ------- |
| 2004 — 2005 | Седан                | Ліга 2       | 26 матчів           | 9 матчів          | -                 | -       |
| 2005 — 2006 | Седан                | Ліга 2       | 34 матчі            | 3 матчі           | -                 | -       |
| 2006 — 2007 | Седан                | Ліга 1       | 31 матч             | 5 матчів          | -                 | -       |
| 2007 — 2008 | Седан                | Ліга 2       | 35 матчів           | 7 матчів          | -                 |         |
| 2008 — 2009 | Лор'ян               | Ліга 1       | 35 матч / 3 голи    | 2 матчі           | -                 | -       |
| 2009 — 2010 | Лор'ян               | Ліга 1       | 37 матчів / 6 голів | 5 матчів / 1 гол  | -                 | -       |
| 2010 — 2011 | Лор'ян               | Ліга 1       | 38 матчів / 5 голів | 4 матчі           | -                 | -       |
| 2011 — 2012 | Марсель              | Ліга 1       | 32 матчі / 1 гол    | 8 матчів / 1 гол  | 9 матчів (ЛЧ)     | 1 матч  |
| 2012 — 2013 | Марсель              | Ліга 1       | 26 матчів / 1 гол   | 2 матчі           | 8 матчів (ЛЄ)     | -       |
| 2013 — 2014 | Марсель              | Ліга 1       | 2 матчі             | -                 | -                 | -       |
| 2013 — 2014 | Вест-Бромвіч Альбіон | Прем'єр-ліга | 28 матчів / 4 голи  | 2 матчі           | -                 | -       |
| 2014 — 2015 | Вест Гем Юнайтед     | Прем'єр-ліга | 24 матчі / 3 голи   | 4 матчі           | -                 | -       |
| 2015 — 2016 | Вест Гем Юнайтед     | Прем'єр-ліга | -                   | -                 | 4 матчі (ЛЄ)      | -       |
| 2015 — 2016 | Лілль                | Ліга 1       | 15 матчів / 2 голи  | 2 матчі           | -                 | -       |
| 2016 — 2017 | Лілль                | Ліга 1       | 17 матчів           | -                 | 2 матчі (ЛЄ)      | -       |
| 2016 — 2017 | Ренн                 | Ліга 1       | 6 матчів / 1 гол    | -                 | -                 | -       |
| 2017 — 2018 | Ренн                 | Ліга 1       | 14 матчів           | 1 матч            | -                 | -       |